# Saturnia alpina
Saturnia alpina är en fjärilsart som beskrevs av Favre. 1897. Saturnia alpina ingår i släktet Saturnia och familjen påfågelsspinnare. Inga underarter finns listade.